# Hans Heiß
Hans Heiß (* 25. Juni 1951 in Traunstein; † 30. November 2018) war ein deutscher Richter, Rechtsanwalt und Autor.

## Leben
Heiß wuchs in Fridolfing auf einem Bauernhof auf. Als Jugendlicher besuchte er das Priesterseminar. 1979 promovierte er zum Thema „Rechtstatsachenforschung“. Sein Doktorvater war  Wolfgang Fikentscher.
1980 absolvierte er das zweite Staatsexamen in München.
Von 1980 bis 1983 war er Staatsanwalt am Landgericht Traunstein.  Seit 1985 war er Richter am Amtsgericht Altötting (Abteilung: Familienrecht). Ab 2017 arbeitete Heiß als Rechtsanwalt.
Heiß war mit Beate Heiß verheiratet und hat einen Sohn.

## Werke
Seit 1983 veröffentlichte Heiß zahlreiche Publikationen in Familienrecht
(u. a. für C.H.Beck, FuR, FamRZ, NZFam). Er war neben Winfried Born Mitherausgeber des Handbuchs (ehemals: Loseblattsammlung) Unterhaltsrecht.
Mit Beate Heiß veröffentlichte er das Taschenbuch „Die Höhe des Unterhalts von A - Z“.

## Schriften
- mit B. Heiß, W. Born, J. Fuchs, D. Henrich, W. Hußmann, S. Linderer, J. Norpoth: Unterhaltsrecht (ohne Fortsetzungsnotierung). Inkl. 28. Ergänzungslieferung: Ein Handbuch für die Praxis. C. H. Beck, 2004, ISBN 978-3-406-50090-9
- mit Beate Heiß: Die Höhe des Unterhalts von A-Z: Mehr als 400 Stichwörter zum aktuellen Unterhaltsrecht. C. H. Beck, 2013, ISBN 978-3-406-62610-4
- Beck’sches Rechtsanwaltshandbuch. C.H. Beck Verlag, 2011 (Teil Familienrecht)
- Rechtstatsachenforschung. Dr. Otto Schmidt-Verlag
- Nachbarrecht von A-Z. dtv
- mit H. A. Castellanos: Gemeinsame Sorge und Kindeswohl nach neuem Recht. Nomos Verlag, 2013, ISBN 978-3-8487-0134-6 (nomos-shop.de).
- Das Mandat im Familienrecht. Nomos Verlag
- Vertragsgestaltung in Familiensachen. Nomos Verlag, 2015
- Formularbibliothek Familienrecht. Nomos Verlag, 2015
- mit Nini Heiß: Praxiswissen für die Erstberatung, NZFam 2017, 446